# Hilde Bosker
Hilde Bosker (30 augustus 1989) is een Nederlands honkballer.
Bosker speelde tot en met 2010 bij de Drachten Diamonds en komt vanaf 2011 uit voor de vereniging BSC Caribe in Groningen. Zij werd geselecteerd voor het Nederlands honkbalteam dat in 2010 uitkwam tijdens de wereldkampioenschappen die gehouden werd in Venezuela van 12 tot 22 augustus 2010. 
In 2012 werd zij wederom geselecteerd voor het Nederlands honkbalteam dat in 2012 uitkwam tijdens de wereldkampioenschappen die gehouden werd in Canada van 10 tot 20 augustus 2012.